# Dicoryphe gracilis
Dicoryphe gracilis är en trollhasselart som beskrevs av Louis René Tulasne. Dicoryphe gracilis ingår i släktet Dicoryphe och familjen trollhasselfamiljen. Inga underarter finns listade i Catalogue of Life.